# Раса господ (фильм, 1944)
«Раса господ» — американский военный драматический фильм 1944 года режиссёра Герберта Бибермана, по его же сценарию, — через три года он будет включён в «Голливудскую десятку», в том числе за этот фильм, а сосценарист фильма Энн Фролик будет включена в «Чёрный список Голливуда».
Фильм о недалёком на тот момент будущем — сценарий был написан весной 1944 года, фильм был готов уже в сентябре, а Бельгия освобождена войсками антигитлеровской коалиции только через месяц — в октябре 1944 года. Первоначально по сценарию действие фильма должно было происходить в Чехословакии, но пока снимался фильм, советские войска уже вступили на её территорию, а США и Великобритания тогда ещё не открыли второй фронт.
Фильм пророчески полагал, что Германия проиграет Вторую мировую войну, но предупреждал, что фанатики-нацисты не откажутся от идеи построения «расы господ», и призывал к послевоенному международному сотрудничеству против них.

## Сюжет
1944 год. Союзники оттесняют немцев на всех фронтах, нацисты начинают осознавать, что Германия близка к поражению и их мечты о мировом господстве не будут осуществлены, но фанатичные нацисты готовится к будущему Четвёртому рейху и продолжению мечты об арийском превосходстве в последующих поколениях. По плану нацистов агенты направляются в города, которые вскоре будут освобождены, смешиваются с местным населением, и вызывают разногласия среди народов, двигая идею за расовое превосходство «истинных европейцев» над меньшими, «беспородными» расами… и это только вопрос времени, когда нацисты захватят власть.
Нацистский полковник фон Бек, фиктивно пройдя концлагерь, как якобы освобождённый антифашист, прибывает в маленький городок в Бельгии только что освобождённый от нацистов, и выдаёт себя за Фердинанда Варин — брата убитого местного жителя, коллаборациониста, семье которого большая часть общины не доверяет. Жену и дочь «брата» — Марту и юную Нину, он запугивает, заставляя признать в нём родственника.
После освобождения городка сюда возвращаются бывшие партизанами старик Барток и его сын Фрэнк — парень Нины, который отвергает её, узнав от сестры Хелены, что Нина дочь коллаборациониста. Также становится известно, что Хелена прошла концлагерь, была изнасилована немецким солдатом, родила от него девочку и подвергается остракизму со стороны жителей.
Тем временем фон Бек/Фердинанд пытается сорвать любые усилия по возвращению к нормальной жизни и сеет раздор среди бельгийцев: ругает всех иностранцев в городке — освобождённого из концлагеря советского врача Андрея Крестова — теперь лечащего раненых, и присутствие американских войск во главе с майором Крастоном, и британцев во главе с капитаном Форсайтом, а для отвода глаз и немцев за их прошлую оккупацию.
Раскол среди жителей деревни усиливается, когда фон Бек/Фердинанд старую мельницу его «брата» сдаёт члену городского совета Катри, и даёт ему капитал для начала бизнеса, при этом ставя такие условия, что мельница работает только к выгоде Катри, хотя тот и хотел бы помочь всем жителям восстановить разрушенное войной их сельское хозяйство.
Молодой немецкий военнопленный, Людвиг Альтмайер, огорчённый преступлениями, которые он совершил в качестве солдата вермахта во время войны, предлагает бельгийцам помощь как специалист по сельскому хозяйству. Увидев фон Бека он признаёт в нём своего бывшего командира, о чём рассказывает Марте, но та говорит об этом фон Беку.
Чтобы устранить подозрения Катри и физически устранить Альтмайера, фон Бек, как якобы ненавидящий немцев, предлагает Катри взорвать лагерь немецких военнопленных, что тот и делает.
Фон Бек убивает Марту, собирается убить Нину — как последних знающих о его сущности, но Нину защищает Фрэнк, всё-таки любящий её несмотря на отца-коллаборациониста.
Фон Бека арестовывают за убийство, и тут оказывается, после взрыва в лагере некоторые пленники выжили, а умирающий Альтмайер успел сообщить советскому врачу Андрею Крестову кто такой фон Бек. Нациста судят и казнят.

## В ролях
- Джордж Кулурис — полковник фон Бек / Фердинанд Варин
- Карл Эсмонд — Андрей Крестов, старший лейтенант РККА, военврач
- Стэнли Риджес — Дж. Филип Карстон, майор американских войск
- Гэвин Мьюир en — Форсайт, капитан британских войск
- Моррис Карновски — старик Барток, бывший партизан
- Ллойд Бриджес — Фрэнк, его сын
- Оса Массен  — Хелена, его дочь
- Нэнси Гейтс — Нина Варин
- Хелен Беверли en — миссис Марта Варин
- Пол Гилфойл — Кэрти, член городского совета
- Эрик Фелдари — Людвиг Альтмайер
- Донат Людвиг — Шмидт
- Герберт Радли en — Джон
- Жижи Перро — девочка
- и другие